# Trauma Center: Under the Knife
Trauma Center: Under the Knife, conocido en Japón como Chōshittō Caduceus (超執刀 カドゥケウス, Chōshittō Kadukeus), es un videojuego de simulación médica desarrollado y distribuido por Atlus para la consola Nintendo DS, siendo el primer juego de la saga de Trauma Center. Llegó al mercado el 30 de junio de 2005 en Japón, el 4 de octubre de 2005 en Estados Unidos y el 26 de abril de 2006 en Europa.
Posteriormente al lanzamiento del juego y tras la llegada de la Wii, se realizó una entrega en la consola de sobremesa titulada Trauma Center: Second Opinion, la cual es una reedición del juego con el control propio de la consola. Más recientemente se realizó una secuela en Nintendo DS titulada Trauma Center: Under the Knife 2.

## Trama
La historia se sitúa en el año 2018, donde dolencias y enfermedades que anteriormente se consideraban incurables son ahora cosas del pasado.
El jugador asume el papel de Derek Stiles, un doctor del Hospital Esperanza. Después de que un paciente estuviera a punto de morir debido a su negligencia, se encuentra en la escena de un accidente de coche y termina operando a un paciente con el corazón severamente dañado. Justo cuando ve cómo la operación se le va de las manos y el paciente está crítico, un poder dentro de Derek es desbloqueado y milagrosamente salva al paciente. El poder emerge una vez más y Derek salva a otro paciente cuando la rutina de la operación se le escapa de las manos. Sus superiores reconocen su habilidad, contándole que su poder es conocido por descender del dios griego de la medicina, Asclepio, y su regalo es conocido con el mismo nombre, aunque es comúnmente llamado como "toque curativo".
El Dr. Kasal le dice a Derek que evite hacer uso del toque curativo, ya que pone su cuerpo en shock. Y el Dr Hoffman le dice que no use esta habilidad muy frecuentemente, dado que la responsabilidad es muy grande para él. Después de salvar a Linda Reid, una adolescente con un extraño parásito nunca visto, descubre que se trata de una enfermedad creada por el hombre llamada GUILT, distribuida por una organización médico-terrorista llamada Delfos.
Derek decide usar su habilidad para erradicar y curar el GUILT. Comienza a trabajar como cirujano principal para Caduceo Estados Unidos, donde cura a una niña joven que tiene el segundo tipo de GUILT (Deftera). Durante una conferencia, Delfos coloca una bomba en el salón con el fin de matar a los doctores y que no puedan erradicar la plaga. Con la ayuda de Cybil Myers (una anestesista de Caduceus USA que fue policía), Derek desactiva la bomba. El Dr. Miller, director de Caduceus Europa, lo manda a una misión a Rubora, África, y encuentra el tercer tipo de Guilt (Triti) en un niño llamado Reuben.
De vuelta en los EE. UU., Derek encuentra el siguiente tipo de GUILT (Tetarti), que sólo se puede curar encontrando muestras y usándolas para producir unos antídotos que curan este parásito. Greg Kasal termina siendo uno de los primeros infectados por este parásito y es salvado por Derek. Richard Anderson (director de Caduceus USA) se infecta con otro tipo de Guilt (Pempti), que es resistente a cualquier tratamiento.Víctor Niguel (Investigador jefe de Caduceus) se las ingenia creando un antídoto para curar a Anderson. Justo cuando Anderson se recupera, se va debilitando, dado que las 3 operaciones pusieron mucho peso su cuerpo y finalmente muere, dejando a Hoffman como nuevo director de Caduceus USA.
No mucho después, epidemias de Kyriaki, Triti y Tetarti emergen y son frustradas por Derek y otros cirujanos. Luego una noche, un hombre entra misteriosamente a Caduceus, Cybil lo persigue, pero este infecta a Cybil con el sexto tipo de GUILT (Paraskevi). Derek elimina el parásito del cuerpo de Cybil, el hombre que entró fue Keneth Blackwell, el padre de la asistente de Derek, Angie. Delfos lo secuetra a un Laboratorio de Investigación. El FBI, piensa que Delfos esté en el laboratorio y mandan a Derek, pero no quieren llevar a Angie, puesto que su padre está allá, deciden no llevarla. Pero Derek decide que es mejor que ella fuera, y así fue. Cuando llegan al laboratorio se encuentran con Blackwell, infectado por el tipo final de GUILT (Savato), primero una inmadura forma de Savato en un investigador, y luego la forma principal en el cuerpo de Blackwell. Savato prueba ser un desafío difícil para Derek , siendo tan rápido que su toque curativo es incapaz de hacer que la operación fuera exitosa. Al utilizar dos veces el toque curativo, éste intensifica el punto donde el tiempo parece parar, y Derek finalmenre acaba con el Savato.
Blackwell le ofrece su cooperación porque Derek salvó su vida. La información de Blackwell permite tener mejor conocimiento de las operaciones de Delfos y la localización del cuartel general de la organización. Cuando Derek y Angie acuden al cuartel de Delfos en el Pacífico, encuentran que han estado usando niños para incubar los 7 tipos de GUILT. Tienen que curar a los 7 niños, con los 7 tipos de GUILT. Después de curar a los pacientes, Derek y Angie encuentran al líder de Delfos, Adam. Descubren que Adam es prácticamente un cadáver muy infectado con GUILT. Con la amenaza de GUILT eliminada, Derek se vuelve el hombre que salvó al mundo. Angie parece tener una gran relación afectiva, al parecer amorosa con Derek.

## Modo de Juego
Trauma center está dividido en varios capítulos y operaciones dentro de cada capítulo. Cada operación debe completarse para poder pasar a la siguiente y progresar en el juego.
La pantalla inferior en la DS se utiliza para monstrar al paciente, los órganos del paciente, los instrumentos disponibles y el campo de operación. La pantalla superior se utiliza para monstrar las instrucciones, el tiempo restante, el límite de error, y la puntuación.
Una misión típica requiere que el jugador opere al paciente. Durante cada operación, el jugador debe mantener el número de errores, por debajo de un límite establecido. Asegurarse que las vitales del paciente estén por encima de 0 y estar dentro del tiempo límite. Si al jugador se le acaba el tiempo, alcanza el límite de errores, o las vitales del paciente llegan a 0, otro cirujano se encargará del paciente y el jugador perderá.
Al finalizar una operación exitosa, al jugador se le dará un rank basado en el tiempo restante, el nivel de vida el paciente, y el puntaje neto basado en la precisión de la operación. El puntaje total es clasificado de la siguiente manera:
- Rango S = Cirujano Maestro
- Rango A = Cirujano Mayor
- Rango B= Especialista
- Rango C = Doctor Novato

El jugador puede repetir cualquier operación en el modo de Desafío e intentar ganar un ranking mejor. Tres ranuras para guardar datos están disponibles, pero solo se registra la mejor puntuación de la operación.
Además de la misiones normales,  hay misiones denominadas X. Son siete misiones X, cada una conteniendo un tipo de GUILT,  sin embargo el juego no notifica al jugador de las Misiones X, como otros juegos de la serie. Las misiones X son desbloqueadas al completar el juego completo.

## Instrumentos
- Láser: Usado para cauterizar objetos que son demasiado pequeños para remover del cuerpo de otra forma.
- Gel Antibiótico: Usado para desinfectar áreas y para tratar cortes pequeños
- Drenaje: Usado para succionar fluidos en exceso
- Pinzas: Usado para retirar objetos extraños y tumores
- Ultrasonido: Usado para encontrar objetos ocultos.
- Bisturí: Usado para hacer insiciones
- Suturas: Usado para cerrar incisiones
- Aguja: Usado para inyectar fluidos.
- Vendajes: Usado para cerrar heridas
- Mano: Usada para masajear el corazón cuando la persona entra el paro cardiaco.

## Toque Curativo
El toque curativo es una habilidad que sólo la tienen seleccionados doctores. Sólo se puede usar una vez por operación y requiere concentración mental. Es usada de modo que en la mente del cirujano, puede hacer cosas superhumanas que de lo contrario son imposibles.  Éste ralentiza el tiempo, haciendo que el cirujano trabaje con más rapidez y precisión.

## GUILT
(Gangliated Utrophin Inmuno Latency Toxic), son un grupo de parásitos hechos por el hombre para infectar a la población. Hay siete tipos de éste, en el juego, cada uno representando un día de la semana griego.
- Kyriaki (Domingo) = Un parásito con forma de flecha, que se oculta en los órganos de las personas, e intenta dañar los órganos creando laceraciones en ellos.
- Deftera (Lunes) = Un tumor en movimiento que ataca en parejas y trata de matar a los pacientes, con la creación de tumores que succionan proteínas
- Triti (Martes) =  Una membrana de masa, con espinas a cada esquina. Lentamente va calcificando al órgano, como se quitan las piezas de la membrana, difundirán según la colocación de las espinas.
- Tetarti (Miércoles) = Parásitos que vienen en 3 tipos. Crea gases venenosos y los difunde a los órganos. Crea divertículos en los órganos.
- Pempti (Jueves) =  Un parásito en forma de núcleo que genera una membrana gelatinosa en los pulmones o los intestinos. Es inmune al ataque físico. Va a reaccionar defensivamente creando pequeños núcleos que van a causar laceraciones, absorber nutrientes o crear tumores.
- Paraskevi (Viernes) = Un GUILT fibroso, que tratará de entrar al corazón de la víctima. Si llegase a entrar, instantáneamente la persona muere. Si se intenta cortarlo en pedazos más pequeños, causará laceraciones, pasa primero por el intestino delgado pasando de órgano en órgano hasta llegar al corazón.
- Savato (Sábado) = Un parásito que genera una telaraña alrededor del corazón para robar la energía del mismo y así poder sostenerse. Provoca laceraciones que generan mini-savato, que se intentan combinar en un solo savato para causar daños vitales. Se mueve extremadamente rápido, requiriendo al médico usar su toque curativo para detener el tiempo y así erradicarlo.

## Personajes
- Derek Stiles (26 años) - El personaje principal, y un cirujano del Hospital Esperanza.
- Angela "Angie" Thompson (21 años) - Una enfermera joven que trabaja como asistente de Derek. Ella es parte Alemana, y fue criada por una familia muy educada.

### Empleados del Hospital Esperanza
- Mary Fulton (32 años) La asistente quirúrgica jefe en el Hospital Esperanza. Es una enfermera que le ayudó a Derek a aprender las básicas de la cirugía. Se retiró del Hospital Esperanza, que Angie tomó su trabajo
- Greg Kasal (38 años) - El cirujano jefe del Hospital Esperanza.
- Robert Hoffman (65 años) - Fue un cirujano esepcional que paró de practicar en sus 40´s . Él es el director del Hospital Esperanza

### Empleados de Caduceus Italiano (VIGILI DEL FUOCO)
- Sidney Kasal (35 años)  - El hermano menor de Greg y director de Caduceus Italiano , se dedicó a la medicina clínica, después que su esposa murió de enfermedad
- Stephen Klarks (42 años) - Cirujano jefe de Caduceus
- Cybil Myers (34 años) - La anestesióloga jefe de Caduceus. Antes fue una policía.
- Victor Niguel (26 años) - Jefe de Investigación y Desarrollo - Él se enfoca en su trabajo y sus usos. Él es demasiado pedante y no puede soportar tener "idiotas" al lado
- Tyler Chase (26 años) - Un compañero de colegio de Derek, el trata de mantener a todo el mundo de buen humor. Él es el doctor de la "muerte", de Caduceus, porque el administra Euthanasia a víctimas de GUILT, que considera incurables. Derek lo saca de esa carrera
- Leslie Sears (26 años) - Una de las muchas enfermeras en Caduceus, ella mira a pacientes con GUILT, incluyendo a Amy, la hermana de Tyler
- Richard Anderson (60 años) - El presidente de Caduceus Italiano ., y ministro de Salud de los EE. UU. Murió después de 3 tratamientos para el GUILT de Pempti

### Miembros de Delphi
- Ludwig Milan (31 años) - Un agente de Delphi encontrado en una institución médica, donde el Profesor Blackwell estaba ejecutando su investigación. Él fue la primera víctima de la forma inmadura de Savato, que estaba en fase desarrollo en este tiempo. Después de que Derek lo salvara, él ayudó a la creación del antídoto que ayudó a la destrucción del Savato
- Profesor Kenneth Blackwell (46 años) - El padre de Angie que abandonó a la familia cuando esta tenía 8 años de edad. Después de descubrir que Delphi quería usar a su hija en los experimentos de GUILT, hizo un trato para incorporarse, y ellos dejaran a su hija con su familia. Blackwell fue infectado con la forma madura de savato. Sin embargo, fue salvado por Derek
- Adam (121 años) = Él era el jefe de la organización Delphi. Ha mantenido su vida gracias al cuartel general de Delphi, situado en un barco en el Océano Pacífico. Y ha sido el principal culpable de causar los brotes de GUILT. Como líder de Delphi, éste cree que los humanos merecen la "bendición" de la enfermedad, que es la voluntad de Dios, y es su misión eliminar médicos, que puedan curar GUILT. Afirma que el GUILT, vino originalmente de su cuerpo antes de que los científicos de Delphi lo modificaran y lo contagiaran al mundo. Sin embargo, no se describen los detalles del origen del GUILT, y cómo él puede comunicarse a través de las voces de los demás en el juego.

## Capítulos
Trauma Center: Under the Knife está dividido en 6 capítulos que a su vez están divididos en varios episodios, variando su número según el capítulo. La mayoría de estos episodios narran parte de la historia del juego a la vez que desarrollan diversas operaciones que irán complicándose según avance el juego. Otros episodios, en cambio, únicamente narran parte de la historia del juego, sin desarrollarse en ellos operación alguna.
Una vez completado el último capítulo, es posible jugar unas misiones especiales denominadas "misiones X" en el apartado "Operaciones" del menú principal. Inicialmente solo aparecerá una única misión, pero una vez completada aparecerá una nueva, y tras completar esta aparecerá otra nueva, así hasta 7 misiones especiales.

## Música
Shoji Meguro, es el responsable por la música

### Capítulo 1: Dr. Stiles
- 1-1: Procedimiento estándar
- 1-2: Procedimiento estándar 2
- 1-3: Adiós
- 1-4: Enfermera Angie
- 1-5: Cantando el "blues"
- 1-6: Un doctor de verdad
- 1-7: Decaída
- 1-8: A vida o muerte

### Capítulo 2: toque curativo
- 2-1: Habilidad latente
- 2-2: El maestro de la cirugía
- 2-3: Intentando ser Esculapio
- 2-4: Despertar
- 2-5: Pagando el precio
- 2-6: Solo déjeme morir
- 2-7: Motivos
- 2-8: Reconciliación
- 2-9: Por favor, déjeme vivir
- 2-10: Caduceo
- 2-11: Por el bien de todos

### Capítulo 3: Caduceo
- 3-1: nuevos personajes
- 3-2: GUILT
- 3-3: La oscuridad interior
- 3-4: Algo valioso
- 3-5: Conferencia internacional
- 3-6: Un paciente explosivo
- 3-7: Los pasos del terror
- 3-8: Milagro a 2900 m
- 3-9: Pueblo desierto
- 3-10: Conocimiento prohibido

### Capítulo 4: Terror biológico
- 4-1: Esperanza atacada
- 4-2: Prisa para la cura
- 4-3: Solo queda esperar
- 4-4: Aceptando el reto
- 4-5: Pistas ominosas
- 4-6: Dando el primer paso
- 4-7: Investigación médica
- 4-8: El próximo paso
- 4-9: Nueva tecnología láser
- 4-10: La lucha de los médicos
- 4-11: Enfermedad incurable

### Capítulo 5: Nunca se acaba
- 5-1: Caduceo en acción
- 5-2: Bajo el escalpelo
- 5-3: Desplazar la GUILT
- 5-4: La GUILT evoluciona
- 5-5: Infiltración
- 5-6: Infección
- 5-7: Delphi
- 5-8: Diablo
- 5-9: La muerte nos espera a los todos

### Capítulo 6: El pecado original
- 6-1: Cuartel Delfi'
- 6-2: Primer pecado
- 6-3: Segundo pecado
- 6-4: Tercer pecado
- 6-5: Cuarto pecado
- 6-6: Quinto pecado
- 6-7: Sexto pecado
- 6-8: Pecado final
- 6-9: Adam"
- 6-10: Epílogo

### Misiones X (tras completar el juego)
- X-1: Kyriaki
- X-2: Deftera
- X-3: Triti
- X-4: Tetarti
- X-5: Pempti
- X-6: Paraskevi
- X-7: 'Savato

## Recepción
- En la edición de enero de 2006 de Nintendo Power, Steven Grimm coloca a Trauma Center, y a su puntuación de 9,0 en el artículo de la revista, describiendo el juego como " diabólicamente adictivo"
- IGN le dio al juego una impresionante 8 de cada 10.
- La revista oficial de Nintendo le dio 80%
- Gamespot le dio un 7,8 de 10, diciendo que " Es un éxito porque parece un buen equilibrio entre su tema médico y sus raíces puzzle
- X-play había revisado este juego y le dio 4/5